# Kigumba
Kigumba è una città ugandese della regione Occidentale, nel distretto di Kiryandongo. Dista circa 20 km dal capoluogo di distretto Kiryandongo, circa 305 dal capoluogo di contea Mbarara e circa 170 dalla capitale del Paese Kampala.